# ژینتا ساگان
ژینتا ساگان (انگلیسی: Ginetta Sagan؛ ۱ ژوئن ۱۹۲۵ – ۲۵ اوت ۲۰۰۰) یک فعال حقوق بشر آمریکایی متولد ایتالیا بود که به خاطر کارش با سازمان عفو بین‌الملل بعنوان وجدان زندانیان شناخته شده بود. ساگان در میلان ایتالیا متولد شد و در سن نوجوانی پدر و مادر خود را در دوران سیاه بنیتو موسولینی از دست داد. او مانند پدر و مادرش در جنبش مقاومت ایتالیایی فعال بود و در جمع‌آوری اطلاعات و پنهان کردن یهودیان فعالیت می‌کرد. او در سال ۱۹۴۵ دستگیر و مورد شکنجه قرار گرفت، اما در آستانه اعدامش با کمک یک عضو نازی آلمان هیتلری فرار کرد.
پس از تحصیل در پاریس، او در مدرسه توسعه کودکان در ایالات متحده آمریکا حضور یافت و با لئونارد ساگان که یک فیزیکدان بود ازدواج کرد. پس از آن این زوج به اترتون، کالیفرنیا جایی که ساگان اولین بخش سازمان عفو بین‌الملل را در غرب آمریکا تأسیس کرد رفتند.
او سپس به مناطق دیگر سفر کرد و با ایجاد بیش از ۷۵ شعبه و سازمان یافته برای جمع‌آوری پول برای زندانیان سیاسی اقدام کرد. در سال ۱۹۸۴، ساگان رئیس افتخاری سازمان عفو بین‌الملل آمریکا شد و رئیس‌جمهور آمریکا، بیل کلینتون، مدال آزادی ریاست جمهوری را در سال ۱۹۹۶ را به او اعطا کرد. بعد از آن ایتالیا مقام رسمی لیاقت جمهوری ایتالیا را به او اعطا کرد و سازمان عفو بین‌الملل روزنامهٔ ژینتا ساگان را سالانه برای فعالانش در افتخار او منتشر می‌کند.
وی همچنین برنده جوایزی همچون نشان افتخار آزادی رئیس‌جمهوری شده‌است.